# 秃子楝树
秃子楝树（学名：Decaspermum glabrum）为桃金娘科子楝树属下的一个种。

## 扩展阅读
- 維基物種上的相關：秃子楝树